# Gianfranco Butinar
Gianfranco Butinar (Roma, 13 novembre 1973 – Roma, 5 giugno 2025) è stato un conduttore radiofonico, imitatore e comico italiano.

## Biografia

### Radio
Dal 1998 al 2003 fu collaboratore di Radio Radio, venendo eletto miglior personaggio radiofonico romano nel 2001. Partecipò a Rai dire gol, programma della Gialappa's Band (Radio2), in occasione dei mondiali del 2002 e degli europei del 2008 e Rai dire Sanremo nel 2003. Durante il campionato mondiale di calcio 2010 intervenne nella trasmissione Mai deejay gol su Radio Deejay e come ospite ad alcune puntate di Noi dire gol su RTL 102.5, entrambe con la Gialappa's Band. Fu ospite anche delle trasmissioni Calciomercato speciale mondiali e Speciale Calciomercato su Sky. 
Dal 2012 partecipò alla trasmissione di Rai Radio 2 Chiambretti ore 10. Dal 2014 fu protagonista di alcuni sketch nel programma mattutino A qualcuno piace presto in onda su m2o. Nel 2016 lavorò insieme alla Gialappa's Band in Rai Dire Europei su Rai 4 e su Radio2 dove imitò Ezio Luzzi, Adriano De Zan, Claudio Ranieri, Mario Balotelli, Vasco Rossi, Francesco Totti, Maurizio Costanzo, Giacomo Santini, Siniša Mihajlović, Franco Califano, Antonio Cassano, Rino Tommasi e Fabio Capello.
Da fine gennaio 2018 condusse la trasmissione Teste di Calcio sulla neo-nata emittente radiofonica RMC Sport Network con Marco Baldini e il Trio d'Italia. Dal 21 settembre 2020 fu ospite ogni lunedì di Tiki Taka - La repubblica del pallone trasmissione condotta da Piero Chiambretti con Ivan Zazzaroni, Giampiero Mughini, Franco Ordine, Fabrizio Ferrari, Raffaele Auriemma e Francesca Brienza come ospiti.

### Cinema e teatro
Nel 2014 fu il protagonista del film diretto da Stefano Calvagna Non escludo il ritorno, nel quale diede volto a Franco Califano.
Numerosi i suoi spettacoli nei maggiori teatri romani. Nel 2008 con Gianni Ippoliti ideò lo spettacolo Tutti i calci minuto per minuto.

### Morte
È morto il 6 giugno 2025 a 51 anni, colpito da infarto improvviso mentre si trovava nella sua abitazione di Roma. Il 1° giugno si era esibito per l'ultima volta nell'ambito dell'evento estivo Sessantotto Village presso il Parco Talenti di Roma.

## Personaggi imitati
Oltre 100 i personaggi da lui imitati, tra cui:
- Franco Califano
- Francesco Totti
- Bruno Pizzul
- Luciano Moggi
- Ezio Luzzi
- Alfredo Provenzali
- Massimo Moratti
- Vasco Rossi
- Rino Tommasi
- Valentino Rossi
- Mario Balotelli
- Renato Zero
- Francesco De Gregori
- Antonio Cassano
- Gianni Decleva
- Mario Poltronieri
- Tonino Raffa
- Tonino Carino
- Zlatan Ibrahimović
- Fabio Capello
- Claudio Ranieri
- Luigi Delneri
- Luciano Spalletti
- Zdeněk Zeman
- Siniša Mihajlović
- Albano Carrisi
- Maurizio Costanzo
- Oscar Luigi Scalfaro
- Mario Tozzi
- Alex Baroni